# Затишнянська сільська рада
| Затишнянська сільська рада — орган місцевого самоврядування у Криничанському районі Дніпропетровської області з адміністративним центром у c. Затишне. Сільській раді підпорядковані населені пункти: - c. Затишне - с-ще Гранітне - с. Лугове |

## Склад ради
Рада складається з 16 депутатів та голови.

## Керівний склад сільської ради
| ПІБ                        | Основні відомості                                                         | Дата обрання | Дата звільнення |
| -------------------------- | ------------------------------------------------------------------------- | ------------ | --------------- |
| Бугай Олександр Васильович | Сільський голова, 1971 року народження, освіта, безпартійний              | 26.03.2006   | 31.10.2010      |
| Бугай Олександр Васильович | Сільський голова, 1971 року народження, освіта вища, член Партії регіонів | 31.10.2010   |                 |

Примітка: таблиця складена за даними джерела

## Розташування
Затишнянська сільська рада розташована в південній частині Криничанського району Дніпропетровської області, за 35 км від районного центру.

## Соціальна сфера
На території селищної ради знаходяться такі об'єкти соціальної сфери:
- Затишнянська загальноосвітня середня школа;
- Затишнянський дошкільний навчальний заклад «Вишенька»;
- Затишнянська сільська лікарська амбулаторія;
- Лугівський фельдшерсько-акушерський пункт;
- Затишнянська сільська бібліотека;
- Затишнянський сільський будинок культури;
- Лугівський сільський клуб.